# Smithfield (informatica)
Smithfield rappresenta il primo microprocessore dual core prodotto da Intel ed immesso sul mercato agli inizi di maggio 2005, sempre all'interno della piattaforma Anchor Creek già alla base del Pentium 4 Prescott.
In realtà il nome "Smithfield" è solo il nome in codice di questo processore e rappresenta il primo core su cui si basano i Pentium D. La successiva evoluzione è Presler, che è sempre un nome in codice, ma che commercialmente è anch'esso conosciuto come Pentium D.

## Caratteristiche tecniche

### Processo produttivo
Sostanzialmente Smithfield è formato da 2 core Prescott (l'ultima evoluzione del processore Pentium 4 giunta sul mercato prima di Smithfield) montati sullo stesso package secondo un approccio a Die Singolo. È quindi costruito con processo costruttivo a 90 nm e integra una Cache L2 di 2 MB suddivisa equamente tra i 2 core. Per questo motivo possiamo dire che i core impiegati sono quelli alla base dei Pentium 4 serie 5xx in cui il processore aveva a disposizione 1 solo MB di cache, mentre quelli della serie 6xx (anch'essi Pentium 4, e anch'essi basati sul core Prescott) adottavano 2 MB di cache per il core. Tutto questo ha portato il numero di transistor integrati a sfiorare i 230 milioni.

#### Sfruttamento della cache L2
Nei processori dual core e multi core si pone il problema di come sfruttare la grande dotazione di cache L2 e come gestirne l'accesso da parte dei vari core. L'approccio a die singolo cui si è accennato poco sopra è solo uno degli approcci possibili nella realizzazione, e ognuno di questi comporta pro e contro relativamente ai metodi di fruizione di questa preziosa memoria aggiuntiva. Buona parte di questi aspetti è evidenziata nella voce Dual core (gestione della cache), in cui si fa riferimento anche ad altri processori che sfruttano i differenti approcci.

### Tecnologie implementate
Le altre caratteristiche sono le stesse dell'ultima evoluzione del Prescott, vale a dire supporto SSE, SSE2, SSE3, XD-bit, EM64T, e tecnologia di risparmio energetico SpeedStep nella sua evoluzione EIST. È presente inoltre la tecnologia Thermal Monitor 2, per ridurre la dissipazione di calore. Non è invece presente la tecnologia Hyper-Threading, che era ormai diventata "un'abitudine" nei chip Intel. Essa è presente invece solo in quei particolari modelli di Smithfield, che sono alla base dei Pentium Extreme Edition, come menzionato più avanti.

### Consumo e prestazioni
Il consumo massimo è relativamente elevato pari a ben 130 W e infatti il raffreddamento del processore a pieno carico è abbastanza complicato: necessita di dissipatori di ottima qualità e di generose dimensioni, per non parlare della ventola.
Smithfield nelle sue prime versioni ha un clock più basso della sua controparte single core Pentium 4, arrivando al massimo fino a 3,40 GHz contro i 3,80 GHz del Pentium 4 570, e non supporta, come detto, la tecnologia Hyper-Threading se non nella sua variante Pentium D 840 EE (Extreme Edition) che quindi viene vista dal sistema operativo come ben 4 core logici distinti.
Al momento le prestazioni non sono ancora molto competitive, soprattutto perché esiste pochissimo software ottimizzato per il multi-thread e quindi spesso accade che uno dei due core rimanga inutilizzato. Questo fatto (in pratica il processore lavora come fosse un single core) accoppiato con le minori frequenze del Pentium D Smithfield rispetto a quelle del Pentium 4 ne causa la sconfitta negli attuali benchmark. Inoltre i 2 core comunicano tra loro attraverso l'FSB quad pumped a 800 MHz e non con il più veloce a 1066 MHz (usato negli ultimi Pentium 4 Extreme Edition basati su Prescott). Questo crea un "collo di bottiglia" per il trasferimento dati con la memoria RAM.
Un vantaggio invece, che le soluzioni dual core hanno già rispetto alle versioni a core singolo è costituito dal formidabile multitasking che queste soluzioni riescono ad avere. Se si eseguono ad esempio 2 applicazioni contemporaneamente che richiedono una notevole potenza elaborativa, il sistema operativo riesce a suddividere il carico equamente tra i 2 core, e l'utente praticamente non avverte nessun calo nelle prestazioni.

## Pentium Extreme Edition 840
La nuova versione Extreme Edition basata su Smithfield ha perso il "4" ed è stata chiamata da Intel Pentium Extreme Edition. Ne esiste un'unica versione la 840, che è formalmente un Pentium D 840 con l'aggiunta della tecnologia Hyper-Threading in modo che il sistema possa "vedere" 4 core. Se ben pochi software sono in grado di sfruttare appieno i due core del Pentium D, ancora meno sono in grado di sfruttare i quattro dell'Extreme Edition, oltre al fatto che si è notato uno strano utilizzo da parte dei sistemi operativi dei 4 core messi a disposizione dal processore, infatti invece che utilizzare prima i due core fisici e poi i due "virtuali" si ha un utilizzo intrecciato dei core (Primo core fisico - primo core virtuale - secondo core fisico - secondo core virtuale) con un evidente decadimento delle prestazioni con programmi non ottimizzati anche rispetto a versioni di Pentium D di pari frequenza.
L'Extreme Edition costa circa il 40% in più rispetto alla sua controparte non extreme. Tiene la testa con un misero 7% in pochi benchmark, come il codificatore MainConcept. A seconda dell'applicazione, può essere più lento del Pentium D, come testimoniato dal benchmark Windows Media Encoder 9, dove perde il 2%. Come conseguenza, l'unico vantaggio dell'Extreme Edition è il moltiplicatore sbloccato e prestazioni più bilanciate quando thread multipli lavorano simultaneamente. Tuttavia, questo è uno scenario raro nell'ambiente desktop. Quando, nel 2003, fu introdotto il primo processore Pentium 4 Extreme Edition, esso offriva agli utenti prestazioni nettamente maggiori. Gli Extreme Edition erano del 10% circa più veloci, in quasi ogni applicazione, mentre con questa nuova versione i vantaggi reali nelle prestazioni sono quasi impossibili da rilevare. La forza dell'Extreme Edition si nota nelle applicazioni classiche per workstation come 3D Studio Max, LightWave 3D, SolidWorks o simili. Dato che un sistema a doppio processore Xeon DP con una cache L2 complessiva doppia costa il 35% in meno, offrendo maggiori prestazioni, è ovvio che un utente smaliziato che non si fa solo incuriosire dal nome altisonante, si orienterà verso una soluzione di quest'ultimo tipo se ne ha veramente la necessità.

## Pentium D "economici"
Con l'obiettivo di proporre ai consumatori una serie di processori dual core realmente convenienti, Intel ha rilasciato nel mese di febbraio 2006 il processore Pentium D 805. La soluzione è caratterizzata da frequenza operativa e frequenza di BUS meno spinta, vale a dire 2,66 GHz con un BUS a 533 MHz, ma è comunque in grado di offrire tutti i vantaggi di due core di elaborazione.
La strategia di Intel è piuttosto interessante, dal momento che commercializzare Pentium D 805 ad un prezzo non superiore ai 200 $ permette alla compagnia di vendere un largo numero di processori dual core: se gli utenti più appassionati snobbano questa soluzione per orientarsi verso prodotti dalle maggiori prestazioni, non bisogna dimenticare che la maggior parte dell'utenza potenziale è costituita da utenti meno esigenti che possono fare tranquillamente a meno di frequenze operative spinte ma che riescono ugualmente a trarre beneficio dalle potenzialità messe a disposizione da un processore dual core.

## Chipset supportati
Sebbene Smithfield utilizzi ancora il Socket 775 dei Pentium 4 Prescott, non è compatibile con le motherboard sviluppate per la CPU single core. È infatti necessario che queste ultime siano basate sul chipset i955X che garantisce sia la corretta erogazione della corrente di alimentazione, sia la gestione delle funzionalità di parallelizzazione offerte dal primo Pentium D.

## Modelli arrivati sul mercato
La tabella seguente mostra i modelli di Pentium D, basati su core Smithfield, arrivati sul mercato. Molti di questi condividono caratteristiche comuni pur essendo basati su diversi core; per questo motivo, allo scopo di rendere maggiormente evidente tali affinità e "alleggerire" la visualizzazione alcune colonne mostrano un valore comune a più righe. Di seguito anche una legenda dei termini (alcuni abbreviati) usati per l'intestazione delle colonne:
- Nome Commerciale: si intende il nome con cui è stato immesso in commercio quel particolare esemplare.
- Data: si intende la data di immissione sul mercato di quel particolare esemplare.
- N°Core: si intende il numero di core montati sul package: 1 se "single core" o 2 se "dual core".
- Socket: lo zoccolo della scheda madre in cui viene inserito il processore. In questo caso il numero rappresenta oltre al nome anche il numero dei pin di contatto.
- Clock: la frequenza di funzionamento del processore.
- Molt.: sta per "Moltiplicatore" ovvero il fattore di moltiplicazione per il quale bisogna moltiplicare la frequenza di bus per ottenere la frequenza del processore.
- Pr.Prod.: sta per "Processo produttivo" e indica tipicamente la dimensione dei gate dei transistor (180 nm, 130 nm, 90 nm).
- Voltag.: sta per "Voltaggio" e indica la tensione di alimentazione del processore.
- Watt: si intende il consumo massimo di quel particolare esemplare.
- Bus: frequenza del bus di sistema.
- Cache: dimensione delle cache di 1º e 2º livello.
- XD: sta per "XD-bit" e indica l'implementazione della tecnologia di sicurezza che evita l'esecuzione di codice malevolo sul computer.
- 64: sta per "EM64T" e indica l'implementazione della tecnologia a 64 bit di Intel.
- HT: sta per "Hyper-Threading" e indica l'implementazione della esclusiva tecnologia Intel che consente al sistema operativo di vedere 2 core logici.
- ST: sta per "SpeedStep Technology" ovvero la tecnologia di risparmio energetico sviluppata da Intel e inserita negli ultimi Pentium 4 Prescott serie 6xx per contenere il consumo massimo.
- VT: sta per "Vanderpool Technology", la tecnologia di virtualizzazione che rende possibile l'esecuzione simultanea di più sistemi operativi differenti contemporaneamente.

| Nome Commerciale | Data        | Socket | N°Core | Clock    | Molt. | Pr.Prod.       | Voltag. | Watt  | Bus     | Cache              | XD | 64 | HT | ST | VT |
| ---------------- | ----------- | ------ | ------ | -------- | ----- | -------------- | ------- | ----- | ------- | ------------------ | -- | -- | -- | -- | -- |
| Pentium D 820    | 28/mag/2005 | 775    | 2      | 2,8 GHz  | 14x   | 90 nm 230 mil. | 1,4 V   | 95 W  | 800 MHz | L1=2x16KB L2=2x1MB | Sì | Sì | No | Sì | No |
| Pentium D 830    | 28/mag/2005 | 775    | 2      | 3,0 GHz  | 15x   | 90 nm 230 mil. | 1,4 V   | 130 W | 800 MHz | L1=2x16KB L2=2x1MB | Sì | Sì | No | Sì | No |
| Pentium D 840    | 28/mag/2005 | 775    | 2      | 3,2 GHz  | 16x   | 90 nm 230 mil. | 1,4 V   | 130 W | 800 MHz | L1=2x16KB L2=2x1MB | Sì | Sì | No | Sì | No |
| Pentium EE 840   | 28/mag/2005 | 775    | 2      | 3,2 GHz  | 16x   | 90 nm 230 mil. | 1,4 V   | 130 W | 800 MHz | L1=2x16KB L2=2x1MB | Sì | Sì | Sì | Sì | No |
| Pentium D 805    | /feb/2006   | 775    | 2      | 2,66 GHz | 20x   | 90 nm 230 mil. | 1,4 V   | N.A.  | 533 MHz | L1=2x16KB L2=2x1MB | Sì | Sì | No | No | No |

Nota: la tabella soprastante è un estratto di quella completa contenuta nella pagina del Pentium D.

### Altre promozioni per diffondere i dual core
Il 10 febbraio 2006 Intel ha annunciato l'intenzione di applicare un forte taglio di prezzi ad altri modelli della linea di processori Pentium D serie 8xx (ovvero solo quelli basati su Smithfield e non quelli basati sul successore Presler) per un periodo di circa un mese e mezzo fino al 22 aprile 2006. I modelli interessati sono l'820, l'830 e l'840.
È importante notare che l'entità dello sconto è rilevante: si parla di circa il 20%, ovvero uno sconto di 40 $ per il modello 820, 60 $ per l'830 e 80 $ per l'840. I prezzi di listino originali erano rispettivamente: 241 $, 316 $ e 530 $.

## Il successore
Come anticipato già prima, il successore di Smithfield è Presler, presentato a gennaio 2006. È costruito a 65 nm ed è dotato di una cache L2 raddoppiata oltre alla tecnologia di virtualizzazione Vanderpool.